# Élection gouvernorale de 2022 en Ohio
L'élection gouvernorale de 2022 en Ohio a lieu le 8 novembre 2022. 
Le gouverneur républicain sortant Mike DeWine a été élu de justesse en 2018 face à Richard Cordray. Il se présente pour être réélu pour un deuxième mandat. 
Des élections primaires ont eu lieu le 3 mai. DeWine a obtenu l'investiture républicaine tandis que l'ancienne maire de Dayton, Nan Whaley a remporté l'investiture démocrate. DeWine est largement favori dans cet État plutôt républicain. 
DeWine est largement réélu pour un deuxième mandat. Il réalise un meilleur score qu'en 2018.

## Résultats
| Candidats                | Candidats           | Partis              | Voix      | %    |
| ------------------------ | ------------------- | ------------------- | --------- | ---- |
|                          | Mike DeWine         | Républicain         | 2 528 006 | 62,6 |
|                          | Nan Whaley          | Démocrate           | 1 497 863 | 37,1 |
|                          | Candidats par écrit | Candidats par écrit | 9 931     | 0,3  |
|                          |                     |                     |           |      |
| Votes valides            |                     |                     |           |      |
| Votes blancs et nuls     |                     |                     |           |      |
| Total                    |                     |                     |           |      |
| Abstention               |                     |                     |           |      |
| Inscrits / participation |                     |                     |           |      |